# Üllő (szerszám)

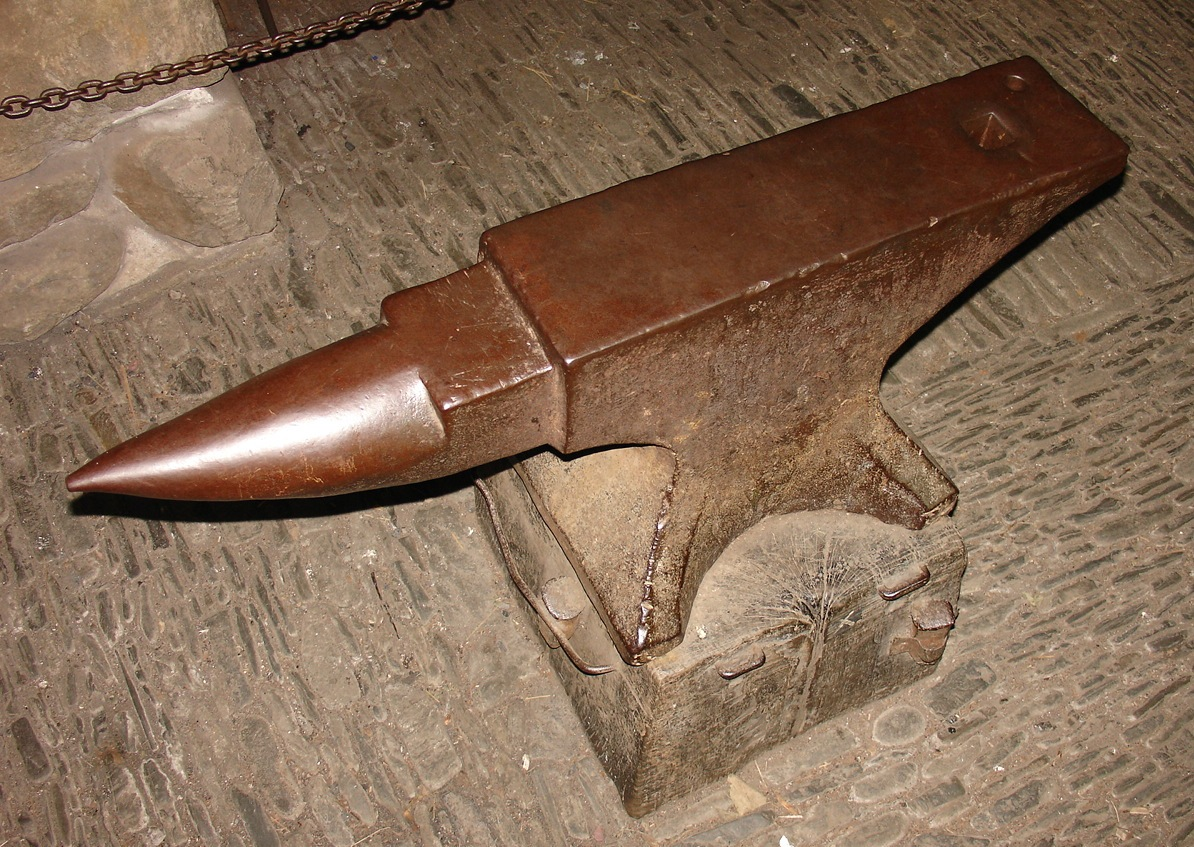
Üllő

Az üllő egy nagyobb vastuskó, melyre a kovácsműhelyben a kovácsolandó vasdarabot fektetik; általában a fémtárgyaknak kalapáccsal való megmunkálására használják. A kovácsüllőnek közepén sima felszínű munkalapja, jobb és bal oldalán pedig kerek, illetőleg szögletes szarva van, mely utóbbin átmenő nyílás az üllőbetét vagy odor szárának bedugására való. Azt az üllőt, melynek kis munkalapja és két hosszú szarva van, szarvas üllőnek, azt, melynek gömbölyű feje van, maroküllőnek, azt pedig, amelynek szélein négyszögletes vagy kerek rovatékai, oldalán pedig hasonló alakú nyílásai vannak, mintaüllőnek nevezik. Általában a legtöbb fémiparágnak megvan a maga sajátos üllőalakja (fenék-, kovács-, bádogos-, fémfüstverő-, szegkovács-üllő stb.). Az üllő alá tett fatőkének üllőtőke a neve.
Többféle típusú kovácsüllő terjedt el: az angolszász, a francia és a német. Magyarországon az utóbbi az uralkodó. Az angolszász területeken elterjedt típus fő jellegzetessége a lépcsős kialakítású hát (angolul éppen fordítva nevezik: face), ami az ütőfelület felhegesztése során alakul ki. (A képen egy angolszász típusú üllő látható.) A francia üllők jellegzetessége a mindkét (a kerek és a szögletes) végződés szarvszerű, csúcsos formája. A német üllőknél ellenben a szögletes profilú végződés laposan fut ki, nincs benne összeszűkülés.
Ezen kívül persze még rengeteg megoldás létezik, a különféle toldalékoknak, és tömb kialakításoknak köszönhetően. Mindegyik alak megfelelő lehet, a kovács szakértelmét és gyakorlatát semmilyen "újítás" nem pótolhatja.
Régen a műhely egyik legféltettebb darabja volt, s ma is ezen a helyen áll a drága fémipari gép-monstrumok mellett. Ennek egyik oka, hogy készítése fáradságos, sok szakértelmet, és nagy technológiai fegyelmet követel. Az igazi kovács egy üllővel, egy kalapáccsal és egy fogóval (meg egy fújtatóval és némi szénnel) képes elkészíteni a saját műhelyét. Régen egyébként ez is volt a szokás, a mesternek saját készítésű szerszámai voltak.
Anyaga öntöttacél, vagy kovácsolt acél, az ütőfelületeken kérgesítéssel, vagy teljes keresztmetszetében nemesítve.
Részeinek elnevezése nem egységes. Általánosan elfogadottnak mondható a következő terminológia: test vagy tömb, hát (fő munkafelület), kerek és szegletes végződés (szarv), üllőlyuk, váll (körülbelül 45 fokos szögű lefutás az egyenes oldallal szemben), árkádok, talp, zsáklyukak.
A legtöbb munkát az üllő hátlapján végzik, mint például a nyújtás, hegyezés, vékonyítás. Az üllő szélei és válla a le- és visszahajtásban kap szerepet. A lépcsőzetes kialakítású talprészen a zömítés végezhető el nagyon jól. A kerek szarvon görbületeket, karikákat, tölcséreket lehet formálni. A szegletes végződés pedig alányúló, bonyolult tárgyak kovácsolásánál fontos. A már említett toldalékok különleges szerepeket láthatnak el, mint például a patkolókovácsoknál a patkó könnyű hajlítására rendszeresített, az oldalból, vagy a szegletes végződésből kiálló két zömök csapszeg.
Az üllő csilingelésének tompítására - mely a süketség egyik okozója lehet - érdemes egy egyszerű, régi láncot a tömb köré tekerni, nem túl sorosan, de mindenütt érintkezve. Emellett még ajánlott a fülvédő „fülecs” használata is. A jó üllő hangja tisztán cseng. Aki meg tudja állapítani egy cserépfazékról, hogy az repedt-e, az jó eséllyel indulhat neki az üllővásárlásnak. Nem szabad elfelejteni a repedés keresést, mert a repedt eszköz nem javítható. Ha mégis ilyenre találunk, azt vagy ne vegyük meg, vagy erősen alkudjuk le az árát. A törött üllő is használható erre-arra, de egy teljes értékű kovácsműhelyhez általában nem elég.
A sok használatban - még ha éppoly szakszerű is - megkopik az eszközünk. Régen az ilyen vasak kikerültek a drágább műhelyekből, és a szegényebbekhez vándoroltak, mint például a cigány szegkovácsok. A fő kopás, mint az várható, a hát közepén következik be. Ezt ellensúlyozhatjuk a külsőbb részeken való kalapálással, de mivel az üllőnek a hát közepén van a "legjobb húzása" (nem rugózik be, hanem teljes tömegével ellentart), ezért az egyenlőtlen elhasználódás előbb-utóbb bekövetkezik. Ez azonban évtizedekben mérhető.
A már említett üllőbetétek gyakorlatilag megsokszorozzák az üllő használhatóságát. Az egyszerű ékforma vágóbetéttől kezdve az árok és domborítókon keresztül a nagyobb üllőkbe behelyezhető kis, szarvasüllőkig terjed a paletta. Ezeknek általában megvan a nyéllel felszerelt ellendarabja - a formakalapács - amivel például teljesen kerek, vagy éppen szimmetrikusan sokszögletű idomokat is lehet egyszerűen készíteni.
Az órások néhány kilogrammos vasaitól kezdve a kard, illetve a gépészkovácsok 300-500 kg-os, vagy még nagyobb üllőig számtalan méret, forma és változat létezik. Az általánosan elfogadott gyakorlat szerint az üllőnek a rásújtó kalapács tömegének 50-szeresérel kell bírnia.
A házilagos barkácsműhelyekben leginkább egy darab (nagy)vasúti sín helyettesíti.
Fontos még megjegyezni, hogy a szerszámaink védelme érdekében vágáskor vagy ne az üllőn vágjunk a kivágóval, vagy a teljes átvágás előtt, esetleg végig, egy úgynevezett kármentőt tegyünk fel. Ez egy vastag, normál (nem edzett, nem keményített) vaslap, amit egy egyszerű, üllőlyukba helyezhető szorítóval a hátra erősítünk.
Munkavédelmi szempontból tudni kell, hogy az ütőfelület végletesen kemény, akár csak a használt kalapács esetében. Úgy dolgozzunk, hogy ez a kettő soha ne találkozzon túl erőteljesen, mert annak kipattogzás lesz a vége, ami a szerszámok és a munkaminőség rontásán kívül baleset-, vagy akár életveszélyes is lehet.